# Taxa alfandegária

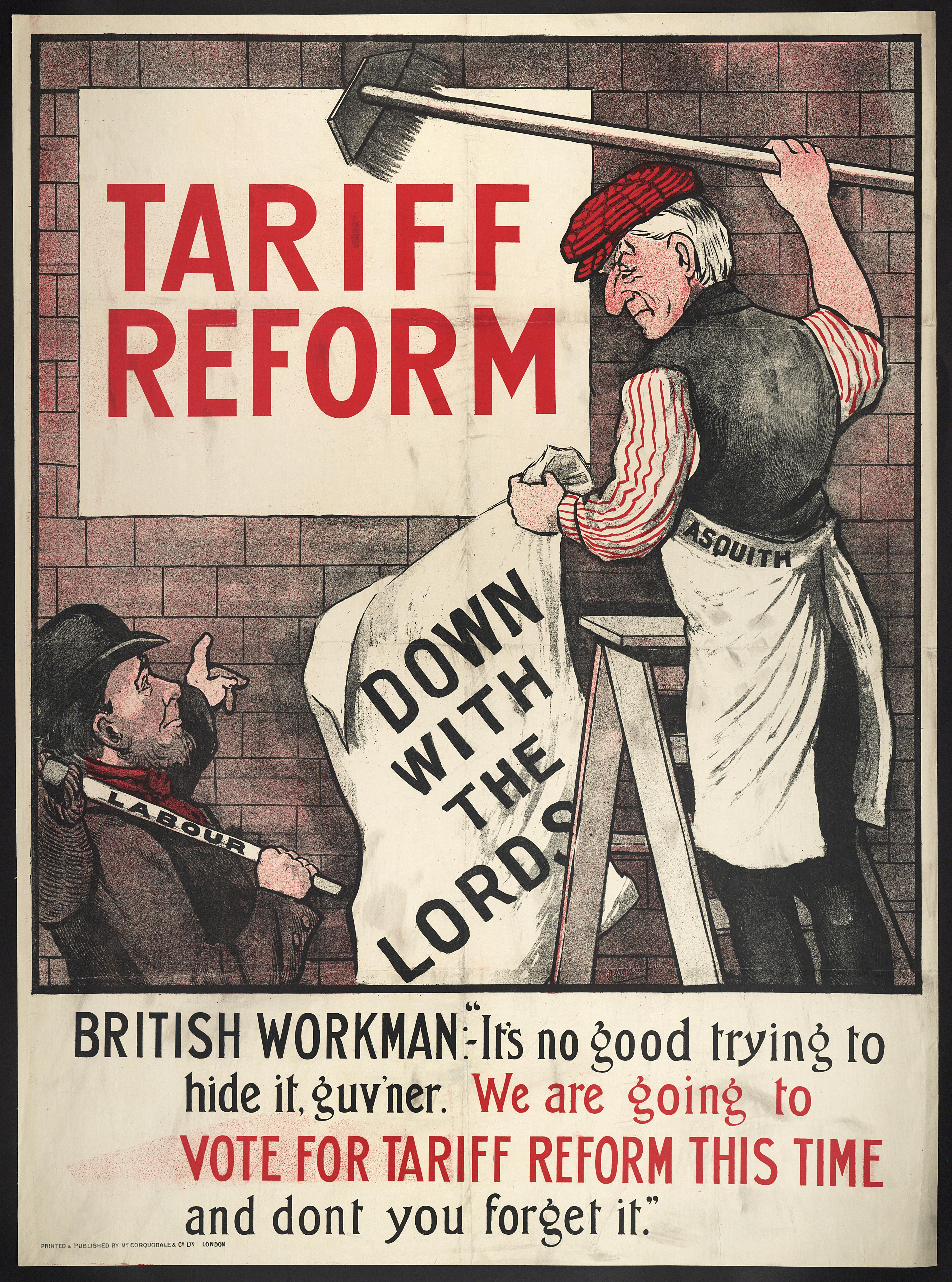
Um pôster do início dos anos 1900 chama a atenção para um debate político sobre a política tarifária.

Uma tarifa alfandegária é um imposto cobrado pelo governo de um país ou território aduaneiro, ou por uma união supranacional, sobre as importações (ou, excepcionalmente, exportações) de mercadorias. Além de ser uma fonte de receita, os impostos de importação também podem ser uma forma de regulamentação do comércio exterior e uma política que sobrecarrega os produtos estrangeiros para incentivar ou proteger a indústria doméstica.  As "tarifas protecionistas" estão entre os instrumentos de protecionismo mais amplamente utilizados, juntamente com cotas de importação e cotas de exportação e outras barreiras não tarifárias ao comércio.
As tarifas podem ser fixas (uma soma constante por unidade de mercadorias importadas ou uma porcentagem do preço) ou variáveis (o valor varia de acordo com o preço). As tarifas sobre as importações são projetadas para aumentar o preço dos bens importados para desencorajar o consumo. A intenção é que os cidadãos comprem produtos locais, estimulando assim a economia de seu país. As tarifas fornecem, portanto, um incentivo para desenvolver a produção e substituir as importações por produtos domésticos. As tarifas destinam-se a reduzir a pressão da concorrência estrangeira e reduzir o déficit comercial. Eles têm sido historicamente justificados como um meio de proteger as indústrias nascentes e permitir a industrialização por substituição de importações (industrializar uma nação substituindo bens importados pela produção doméstica). Os direitos aduaneiros podem também ser utilizados para retificar preços artificialmente baixos de certos produtos importados, devido a «dumping», subsídios à exportação ou manipulação cambial. O efeito é aumentar o preço das mercadorias no país de destino.
Há um consenso quase unânime entre os economistas de que as tarifas são autodestrutivas e têm um efeito negativo no crescimento econômico e no bem-estar econômico, enquanto o livre comércio e a redução das barreiras comerciais têm um efeito positivo no crescimento econômico. Embora a liberalização do comércio possa por vezes resultar em perdas e ganhos distribuídos de forma desigual e possa, a curto prazo, causar uma deslocação econômica de trabalhadores em setores concorrentes às importações O livre comércio tem vantagens de reduzir os custos dos bens para produtores e consumidores. O ônus econômico das tarifas recai sobre o importador, o exportador e o consumidor. Muitas vezes destinadas a proteger indústrias específicas, as tarifas podem acabar saindo pela culatra e prejudicando as indústrias que deveriam proteger por meio do aumento dos custos de insumos e tarifas retaliatórias. As tarifas de importação também podem prejudicar os exportadores domésticos, interrompendo suas cadeias de suprimentos e aumentando seus custos de insumos.

## Brasil
No Brasil, os tributos incidentes sobre produtos importados são: 
- Imposto de importação (II) - Redução Ex Tarifário (Benefício)
- Imposto sobre produtos industrializados (IPI)
- Imposto sobre operações financeiras (IOF)
- Imposto sobre Circulação de Mercadorias e Serviços (ICMS)

Todas as taxas e impostos são calculados em razão da classificação fiscal da mercadoria (NCM) e da alíquota correspondente; ao valor da mercadoria, do frete (quando incluído) e dos demais documentos exigidos por cada Aduana para o desembaraço da mercadoria. Existem ai as taxas de movimentação de carga, de fiscalização do peso, multas por diferenças de dados na documentação, etc. Também é devida a taxa de Adicional ao Frete para a Renovação da Marinha Mercante (AFRMM) e Fundo da Marinha Mercante (FMM), que foi instituído pelo art. 1º do Decreto-Lei nº 2 404, de 23 de dezembro de 1987 (trata-se de uma taxa que se destina a atender aos encargos da intervenção da União no apoio ao desenvolvimento da marinha mercante e da indústria de construção e reparação naval brasileiras).
A Lei no 10 893, de 13 de julho de 2004, disciplinou o AFRMM. As Leis nos 12 599, de 23 de março de 2012, e 12 788, de 14 de janeiro de 2013, alteraram o mencionado disciplinamento e transferiram a competência de administração das atividades de cobrança, fiscalização, arrecadação, restituição e concessão de incentivos do AFRMM do Ministério dos Transportes (MT) para a Secretaria da Receita Federal do Brasil. O Decreto 8 257, de 29 de maio de 2014, por sua vez, regulamenta o exercício desta competência por parte da Receita Federal do Brasil (RFB).
A Instrução Normativa RFB no 1 471, de 30 de maio de 2014, alterada pela Instrução Normativa RFB no 1 549, de 23 de fevereiro de 2015, dispõe sobre o AFRMM e a Taxa de Utilização do Mercante (TUM). É no Sistema de Controle de Arrecadação do Adicional ao Frete para Renovação da Marinha Mercante, também chamado de Sistema Mercante, que as informações são prestadas eletronicamente pelos intervenientes, mediante o uso de certificação digital.
Apesar da indicada transferência de competência de administração, o Sistema Mercante ainda está hospedado no sítio do MT e ali vinculado ao Departamento da Marinha Mercante (DMM). No entanto, como forma de seguir a determinação da legislação acima citada, os trâmites pertinentes a todas as modalidades de pedidos relacionados com o AFRMM devem agora ser efetuados perante a RFB. Não há mais atendimento destas solicitações no DMM, os interessados devem se dirigir ao atendimento das Unidades Aduaneiras da RFB. 
Tal alteração também implica a adoção de providências adicionais, por exemplo, o ajuste dos instrumentos de representação e mandato, como as procurações públicas e particulares, que agora devem mencionar, nos poderes outorgados, que a atuação para as providências relativas ao AFRMM será desempenhada perante a RFB e não mais perante o MT ou DMM. 
Também estão presentes as taxas de capatazia que são serviços de movimentação de mercadorias em terra ou de terra para o navio e vice-versa, no costado dos navios, nas portas, porões de armazéns, alpendres ou pátios, efetuado antigamente somente pelo pessoal da Administração do Porto e, nos dias atuais, também, pelos outros operadores portuários. Envolvem diversas atividades nas áreas portuárias.